# Dániel Tőzsér
Dániel Tőzsér (Szolnok, Hungría, 12 de mayo de 1985) es un exfutbolista húngaro que jugaba como centrocampista.
El 25 de junio de 2020 anunció su retirada al término de la temporada. Dos días después, no pudo ayudar al Debrecein V. S. C. a evitar el descenso a la Nemzeti Bajnokság II en el último partido de su carrera.

## Clubes
| Club                      | País       | Año       |
| ------------------------- | ---------- | --------- |
| Ferencvárosi T. C.        | Hungría    | 2004-2006 |
| AEK Atenas F. C.          | Grecia     | 2006-2008 |
| K. R. C. Genk             | Bélgica    | 2008-2012 |
| Genoa C. F. C.            | Italia     | 2012-2014 |
| Watford F. C. (cedido)    | Inglaterra | 2014      |
| Parma F. C.               | Italia     | 2014-2015 |
| Watford F. C. (cedido)    | Inglaterra | 2014-2015 |
| Queens Park Rangers F. C. | Inglaterra | 2015-2016 |
| Debreceni V. S. C.        | Hungría    | 2016-2020 |

## Palmarés

### Títulos nacionales
| Título               | Club          | País    | Año  |
| -------------------- | ------------- | ------- | ---- |
| Copa de Bélgica      | K. R. C. Genk | Bélgica | 2009 |
| Jupiler Pro League   | K. R. C. Genk | Bélgica | 2011 |
| Supercopa de Bélgica | K. R. C. Genk | Bélgica | 2011 |